# أب غردو (دشت روم)
أب غردو (بالفارسية: آب‌گردو) هي قرية تقع في إيران في قسم دشت روم الريفي. يقدر عدد سكانها بـ 254 نسمة بحسب إحصاء 2016.